# Bread

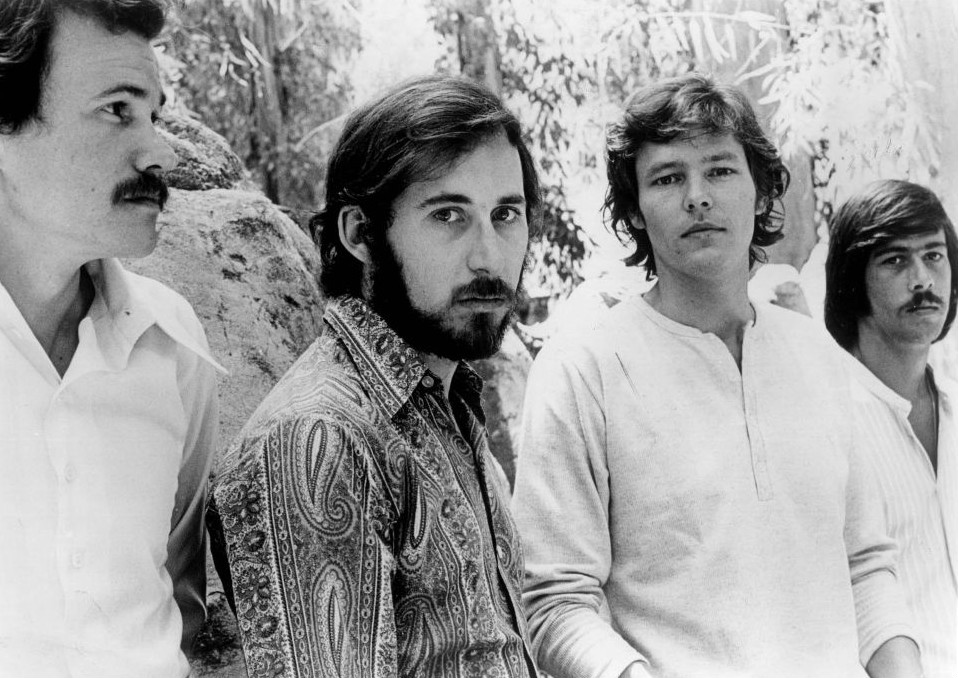
Bread 1971. (Från vänster: David Gates, Robb Royer, Jimmy Griffin, Mike Botts)

Bread, amerikanskt rockband bildat i Los Angeles, Kalifornien år 1968 som spelade lättsam rock. Gitarristen och sångaren Jimmy Griffin tillsammans med keyboardisten David Gates bildade gruppen och lade till gitarristen Robb Royer. Senare samma spelade de in sitt första självbetitlade album.
Nästa album, On the Waters gav gruppen en hit med "Make It With You". På grund av framgången bestämde man sig för att göra en turné och lade till trummisen Michael Botts till gruppen. Nästa album, Manna gav gruppen hiten "If". Kort efter detta lämnade Royer gruppen och blev ersatt av Larry Knechtel.
I början av 1973 upplöstes gruppen då spänningar uppstått mellan Gates och Griffin. Tre år senare återförenades gruppen och spelade in sitt sista album där titelspåret "Lost Without Your Love" blev en hit. Efter detta upplöstes gruppen igen. Gates fortsatte under gruppnamnet Bread vilket inte gillades av Griffin, och en lång rättslig process följde. Under denna tid satsade båda på sina solo-karriärer.

## Diskografi
Studioalbum
- Bread (1969)
- On the Waters (1970)
- Manna (1971)
- Baby I'm - A Want You (1972)
- Guitar Man (1972)
- Lost Without Your Love (1977)

Samlingsamling
- 1973 – The Best of Bread
- 1974 – The Best of Bread, Volume 2
- 1977 – The Sound of Bread
- 1985 – Anthology of Bread
- 1989 – The Very Best Of Bread
- 1996 – David Gates & Bread Essential
- 1996 – Retrospective
- 2002 – Make It With You And Other Hits
- 2006 – The Definitive Collection
- 2007 – The Works

Singlar (på Billboard Hot 100)
- 1970 – "Make It with You" (# 1)
- 1970 – "It Don't Matter to Me" (# 10)
- 1971 – "Let Your Love Go" (# 28)
- 1971 – "If" (# 4)
- 1971 – "Mother Freedom" (# 37)
- 1971 – "Baby I'm-a Want You" (# 3)
- 1972 – "Everything I Own" (#5)
- 1972 – "Diary" (# 15)
- 1972 – "The Guitar Man" (#11)
- 1972 – "Sweet Surrender" (# 15)
- 1973 – "Aubrey" (# 15)
- 1976 – "Lost Without Your Love" (#9)
- 1977 – "Hooked On You" (# 60)